# Lake Buena Vista
Lake Buena Vista es una ciudad ubicada en el condado de Orange en el estado de Florida. En el Censo de 2010 tenía una población de 10 habitantes y una densidad poblacional de 1,24 personas por km².

## Geografía
Lake Buena Vista se encuentra ubicada en las coordenadas 28°22′43″N 81°31′41″O / 28.37861, -81.52806. Según la Oficina del Censo de los Estados Unidos, Lake Buena Vista tiene una superficie total de 8.04 km², de la cual 7.72 km² corresponden a tierra firme y (4.03%) 0.32 km² es agua.

## Demografía
Según el censo de 2010, había 10 personas residiendo en Lake Buena Vista. La densidad de población era de 1,24 hab./km². De los 10 habitantes, Lake Buena Vista estaba compuesto por el 100% blancos, el 0% eran afroamericanos, el 0% eran amerindios, el 0% eran asiáticos, el 0% eran isleños del Pacífico, el 0% eran de otras razas y el 0% pertenecían a dos o más razas. Del total de la población el 0% eran hispanos o latinos de cualquier raza.